# Телевисион Насионал де Чиле
Телевисион Насионал де Чиле (на испански: Televisión Nacional de Chile) е чилийски телевизионен канал, създаден на 18 септември 1969 г. Централата му е в Сантяго.